# 적벽 대전
적벽 대전(赤壁大戰)은 중국 후한 말 천하통일을 목표로 남하하는 조조에 대항하기 위해 손권과 유비가 연합해 양자강 적벽에서 벌인 큰 전투이다. 오의 대도독 주유가 조조의 대군을 크게 격파하며 조조의 남하를 저지하였다.

## 정사 《삼국지》에서의 적벽대전
정사에서는 매우 간략하게 적혀있다. 《삼국지》의 〈위서〉 무제기에서는 "조조는 적벽에 도착해 유비와 싸웠지만 형세가 불리했다. 이때 역병이 유행해 관리와 병사가 많이 죽었다. 그래서 조조는 군대를 되돌리고, 유비는 형주와 강남의 여러 군을 차지하게 되었다."으로, 같은 책의 <선주(유비)전>에서는 "손권은 주유· 정보(程普 2세기말~220년대) 등 수군 수만을 보내 선주(유비)와 힘을 합쳐 조공과 적벽에서 싸워 크게 이겨 그 배를 불태웠다."고, 역시 같은 책 <제갈량전>에서는 "손권은 크게 기뻐하며, 즉시 주유· 정보· 노숙 등 수군 삼만을 보내, 제갈량을 따라 선주를 뵙고 힘을 합해 조공(조조)에 대항하였다. 조공은 적벽에서 패해 군대를 이끌고 업으로 돌아갔다."고, <주유전>에서는 "주유와 정보를 보내 선주와 힘을 합쳐 조공과 맞서 적벽에서 조우하였다. 그때 조공의 군대에는 이미 질병이 퍼져 있어 처음 교전하자 조공의 군대가 패퇴하여 강북으로 후퇴하였다."고, <오주전>에서는 "주유와 정보가 좌·우독이 되어 각각 1만 명을 거느리고 유비와 함께 진격하였는데 적벽에서 조조군을 만나 그들을 크게 격파했다. 조공이 남은 함선을 불태우고 병사를 이끌고 퇴각했다."고, <정황한장주진동감영수번정전>에서는 "(정보)와 주유가 좌·우독이 되어, 조공을 오림(烏林)에서 물리쳤다."고 적고 있다.

## 배경
조조는 205년 원담을 멸망시키고, 206년 고간을 멸망시키고, 207년 오환 · 원상 연합군을 무찌르고 원상을 멸망시킴으로써 원씨 일가의 세력권이던 기주, 청주, 병주, 유주를 손에 넣고 오환의 세력을 크게 약화시켜 하남, 하북의 패권을 확립했다.
승상에 오른 그는 통일의 의지를 표명했으며 다음 해 여름 본격적으로 남진을 개시했다. 갓 병사한 유표의 뒤를 이어 형주목으로 옹립된 유종은 조조에게 그대로 항복하고, 한수 북부를 포기한 유비는 강릉으로 향했으나 같이 따르던 피난민들의 속도가 느려 조조군의 기병에게 당양에서 따라잡혀 위기에 빠진 후 결국 한진에서 수로를 따라 하구에 주둔하는 유기에게로 피신했다.
여기에 유기와 손권은 적대 행위를 중지하고 손권은 주유, 노숙, 정보 등의 의견을 받아들여 유비, 유기 등과 연합해 조조에게 맞서기로 결정내렸다.
손권의 선친인 손견을 죽음으로 몰아간 전력이 있는 유표의 가문에 대해 손권의 이러한 조치는 엄청나게 파격적이었다.

## 준비 과정
유종의 항복과 유비의 피신 이후 거의 형주 전역을 장악한 조조는 강릉에 주둔하며 수군이 채비를 갖추길 기다렸다. 조조는 이끌고 온 보병을 나누어 수병으로 재편성하였다. 조조 원정군의 대다수가 물에서의 싸움에 익숙하지 않았으므로 항복받은 후 새로 편입한 형주 수군과 함께 수전 훈련을 시키는 한편 적선보다 중량이 큰 함선을 대량으로 건조하도록 하였으며, 배멀미를 막기 위해 배들을 튼튼한 쇠고리로 종횡으로 연결해 흔들림을 낮추고 그 위에 널빤지를 깔아 배에서 배로 움직일 수 있도록 해서 해결했다. 다만 이 점은 나중에 화공을 받았을 때 선단 전체가 불타버리는 부작용을 낳게 된다. 이럼에도 불구하고 더욱이 조조군은 익숙하지 못한 기후와 여름기후, 강릉에서 주둔지로 여겨지는 오림까지의 늪지대 등으로 인해 역병이 도는 등 건강상의 문제가 있었는 데다가, 접전한 결과, 손권의 수군이 강 위에서는 우세하다는 것이 판명되었으므로 우위를 확보할 때까지는 장강 북안에 포진한 채 적극적인 행동으로 나서지 않기로 했다.
유비는 유기에게 몸을 의탁한 이후 하구에서 좀 더 하류에 위치한 번구에 자리잡았는데 전부터 유기가 매우 신뢰했으므로 매우 병약한 그에게서 군무를 사실상 위임받았다. 이후 유비군은 제갈량을 손권에게 보내 손권과 동맹하고, 주유와 같이 적벽 대전에 참가하게 된다.
손권은 주유를 도독, 정보를 부도독으로 임명해 군의 지휘를 일임하고, 자신은 시상에 주둔했다. 주유는 함대를 이끌고 하구를 지나 조조의 수군을 마주보는 형태로 장강 남안에 포진했다.조조의 수군은 소극적으로 일관했고 주유도 조조의 대함대를 단번에 격파할 만한 기회를 노리고 있어서 당분간 대규모 충돌은 일어나지 않고 208년은 말에 접어들었다.

## 전투 경과
유비와 손권은 손을 잡아 전선을 불태웠지만 조조는 병 등 여러 까닭 때문에 물러났다. 즉, 조조는 큰 피해 없이 물러날 수 있었다는 것이다. 조조는 이미 물러날 수 있는 길을 만들고 이에 조조가 안전하게 돌아갈 수 있었다. 적벽대전은 삼국지연의와 다르게 스케일이 큰 싸움이 아니었음을 알 수 있다.
황개전을 보면 "주유를 따라 적벽에서 조공을 막을때, 화공을 할 꾀를 짰다"라고만 나온다.
첫 싸움에서 조조의 군대는 패하여 장강 북쪽에 머물렀으며 주유 등은 남쪽 강가에 있었다.
주유의 부장 황개가 말했다. "지금 적군은 많고 우리는 적기 때문에 오랜 시간 싸우는 것은 불리합니다."
"그러나 제가 보기에 조조군의 배는 앞뒤가 서로 이어져 있으므로 불을 질러 달아나게 할 수 있습니다"
그래서 주유는 배 수십 척을 취해 풀을 가득 싣고 그 가운데에 기름을 붓고 위에 아기를 세웠다. 그리고 먼저 편지를 써서 조조에게 항복한다고 알렸다. 날랜 배를 미리 준비하여 각각 큰 배의 뒤에 매고 순서대로 함께 나아갔다.
황개는 여러 배를 풀어 동시에 불을 질렀다.
당시 바람이 매우 사나웠으므로 강가의 진에까지 불길이 번졌다.
조조는 조인 등을 남겨 강릉을 지키도록 하고 자신은 곧장 북쪽으로 달아났다. -주유전-
이것이 주유전에 나오는 적벽대전이다. 자세한것은 무제기(조조)전에서 조조의 정예병은 피해를 받지 않고 피해를 받은 병사들은 형주(유표)의 병사들이였다.

## 전후
적벽의 대패로 원정을 계속하는 것이 곤란하게 된 조조는 형주를 떠나 조인, 서황에게 남군을 맡기고 자신은 허창으로 귀환하였다. 유비와 주유·정보 연합군은 남군까지 진격해 조조 군과 싸웠다. 건안 14년(209년), 조인이 성을 버리고 달아났으므로 마침내 주유는 남군을 손에 넣었으며, 손권은 주유를 남군태수로 임명했다. 한편, 유비는 남쪽으로 진격하여 무릉, 장사, 계양, 영릉 4군 태수의 항복을 받았다. 조조는 쉽게 항복받은 옛 유표령 형주의 남반부를 잃고, 강하군 북부와 양양 이북만을 유지했다. 나머지 땅은 손권과 유비의 손에 넘어갔다.
손권은 주유에게 형주 공격을 맡기고 자신은 대군으로 합비를 공격했다. 조조는 장희(張憙)에게 기병 1,000명을 딸려서 합비로 보냈는데, 장제가 40,000명 대군을 파견했다는 거짓 문서를 만들어서 합비성으로 보냈다. 이 소식이 합비성과 손권 군 양측에 모두 전해지자, 손권은 이를 믿고 진영을 불태우고 달아났으므로 합비성은 무사했다.

## 소설 《삼국지연의》에서의 적벽대전
삼국지연의에서 보면 형주 자사 유표의 사후 그의 부하 채모가 유종을 유표의 후계자로 앉힌 후에 형주 전지역을 조조에게 주고 항복한다. 그러나 그때쯤에 조조는 신야에 머물고 있는 유비를 공격하여 신야성, 번성, 양양성을 되찾고 유비를 저멀리 장판까지 쫓아낸다.
하지만 장판 전투에서 장비가 조조군을 막고 있을 무렵 유비는 백성을 데리고 도망가고 있었는데 조조가 물러가자 제갈량은 동오로 가 손권을 설득시킨다. 손권이 결심하고 주유를 대도독으로 삼고 정보를 부도독에 삼고 노숙을 군사에삼고 조조와 전쟁을 일으킬 것을 결심한다.
적벽대전의 서전에서는 유비와 손권의 동맹군의 약 10만 군사와 조조군의 100만 대군이 맞붙었는데 물량적으로는 훨씬 조조군이 유리했으나 유비와 손권 동맹군의 지략으로 조조군을 물리쳤다.
조조군이 군사를 이끌고 적벽 반대편에 대수채를 세우고 대치한 후 조조는 주유와 친했던 장간을 오에 보내서 주유를 설득 시키려고 하나 주유는 그것을 간파하고 일부러 전쟁에 대한 이야기는 꺼내지도 않고 태사자에게 전쟁이야기를 꺼내는 자를 죽이라고 명령하자 장간은 항복이란 말도 못 꺼낸다.
그러나 장간은 주유가 자고 있을 때 채모와 장윤이 주유와 내통하고 있는 가짜 편지를 발견 하고 그 편지를 가지고 도망간다. 그걸 본 조조가 노하여 채모와 장윤을 베고 우금과 모개를 새 수군 도독으로 임명한 뒤 장간을 다시 보내지만 하지만 주유는 편지를 가져갔다는 명목으로 산속 처가에 가둔다. 하지만 장간은 그곳에서 탈출해 방통을 만나는데 이를 본 장간은 방통을 데리고 조조를 찾아간다.
방통은 조조군사들이 배멀미를 한다는 것을 알아차리고 조조군의 배를 서로 연결하도록 하고 이에 서서가 이를 간파하고 방통에게 자신이 살 길을 묻자 서서에게 마초가 반란을 일으킬 거라는 거짓 명목으로 허창으로 돌아가라고 하여 서서는 조조에게 장패와 3,000명의 군사를 얻고 목숨을 건졌다.
조조는 선상 위에서 문무백관들을 모아 잔치를 벌였으나 도중 양주 자사 유복을 죽여버리는 실수를 범해 아들 유희를 시켜 시체를 가져가라고 한 뒤 장사지내게 한다. 이에 조조의 부하 초촉과 장남, 문빙이 순시선 50척과 정예군 1,250명을 이끌고 오군을 습격하지만 초촉은 한당에게, 장남은 주태에게 죽고 대패한다.
한편 조조는 장간의 내통 편지가 주유의 계략인 걸 알아차리고 채모의 동생인 채중과 채화를 주유에게 잠입시킨다. 하지만 주유는 그것을 알아차리고 황개의 고육계를 활용해 황개를 처벌하였다. 이 때 감녕도 황개가 맞으려고 할 때 너무 늙었다고 항의하자 감녕도 처벌된다. 물론 이런 소동은 조조를 속이기 위해 황개가 주유와 짜고 황개 자신의 고통을 무릅쓰기까지 하며 벌인 연극이었다.
채중과 채화는 이것들을 낱낱이 조조에게 보고하고 황개와 감택, 감녕이 청룡기를 달고 군량을 실은 배를 타고 항복한다고 하였다.
채중과 채화로부터 황개와 감녕의 처벌 소식을 듣을 조조는 둘의 투항을 기정사실화하지만 제갈량이 동남풍을 불게 한다. 그리고 주유는 감녕을 제1대로 임명해 채중과 함께 항복한 군사들을 데리고 오림을 탈취하라고 했으며 태사자는 제2대로 임명해 군사 3,000명을 주어 황주 경계에 가 합비에서 오는 조조의 지원군을 막게 했으며 여몽은 제3대로 봉해 군사 3,000명을 주어 오림에서 감녕을 돕고 능통은 제4대로 임명해 역시 3,000명의 군사를 이끌고 이릉 경계로 가 감녕과 여몽을 지원하게 했다. 그리고 동습을 제5대로 임명해 군사 3,000명을 주어 한양을 취하고 한천을 따라 조조군의 영채를 치도록 했다.
또한 각 부대를 지휘하는 장수도 임명해 제1대는 한당, 제2대는 주태, 제3대는 장흠, 제4대는 진무였고 모든 부대에 각각 전선 300척을 주어 모두 1,200척의 전선이 있었고 대 앞에 20척의 화선이 앞장섰다.
제갈량 역시 조운에게 군마 3,000명을 주어 오림에 매복하게 하고 장비에게도 3,000명을 주어 이릉으로 가는 길을 끊고 호로곡 어귀에 매복하게 했으며 유기에게는 무창에 매복하게 했으며 마지막으로 관우는 화용도에 매복하게 했다.
먼저 주유는 항복하는 척 오에 잠복한 채화를 처형하고 황개가 항복하는 척 접근해서 군량을 실은 배에 불을 붙이고 진군한다. 이를 본 조조의 부하 문빙이 막으려 하지만 활을 맞고 물에 빠지고 황개의 전선들은 조조군 수채에 불이 붙자 연환계에 의해 배가 다 타버고 조조군은 몰살당하고 만다.
이에 장료가 군사 10명을 이끌고 조조를 구출하고 도중에 황개를 활로 쏘아 맞힌다. 그러나 황개는 원래 수전에 적합한만큼 엄동설한에도 목숨을 부지했으며 조금 뒤 한당에게 구출되고 왼쪽에서는 한당, 장흠이 오른쪽에서는 주태와 진무가 조조를 공격했고 한복판에서는 주유, 정보, 서성, 정봉이 대선단을 이끌고 군사들을 도왔다.
감녕은 채중을 앞세워 오림으로 쳐들어간 다음 채중을 죽이고 군량에 불을 붙였으며 곧바로 여몽이 달려와 감녕을 도왔다. 조조는 장료와 함께 군사 100기만 거느리고 탈출해 문빙을 구출한 모개와 10기의 군사와도 합류해 오림으로 후퇴한다.
그러나 오림에서는 여몽이 기습해오고 이에 장료가 맞서지만 산골짜기에서 능통이 기습해온다. 그러자 서황, 마연, 장의가 군사 3,000명을 거느리고 달려와 막긴 하지만 10리(4km)도 못 가서 감녕이 달려와 마연과 장의를 죽여버린다. 그리고 육손과 태사자가 합세해 조조를 공격하자 조조는 이릉으로 후퇴해 장합과 합류하지만 조운이 기습해오자 서황과 장합을 보내 맞서 겨우 탈출해 이전과 허저, 모사들과도 합류한다. 조조는 이릉으로 가던 중 호로곡에서 잠시 머무르지만 그곳에 매복하던 장비가 기습하고 이에 허저가 맞섰으나 조조군은 이미 만신창이가 되어있었고 100만에 달하던 대군도 화용도 인근에서는 단지 100명만 남아 조조를 따르고 있었다.
하지만 화용도에서는 그곳에 매복해 있던 관우가 나타나고 이에 조조는 관우에게 목숨을 구걸하고 겨우 남은 군사 27명을 이끌고 남군 근처에서 조인과 합류해 남군성으로 간 뒤 번성으로 도망간다.
이튿날 조조는 남은 군사들을 수습해 근거지 허창으로 돌아가고 조인에게 남군성을, 하후돈에게 양양을, 장료와 악진, 이전에게 합비를 맡긴다. 오에서는 여세를 몰아 형주를 탈환하기로 결정하고 주유는 모두 군대를 동원해 형주의 조조군을 공격하고 1년 간의 조조와 손권과의 남군 전투와 합비 전투가 벌어진다.

## 실제와 허구 논란
김운회 교수가 저서 "삼국지 바로 읽기"에서 적벽대전의 허구설을 주장한 바가 있다. 그는 책에서 적벽대전과 관도전투를 비교하면서 위서엔 기록이 세 줄에 불과하고, 촉서나 오서를 합해도 70자에 불과하기 때문에 정사에 남겨진 양이 매우 짧다는 것을 근거로 적벽대전의 허구성을 주장했다. 하지만 오나라쪽 정사를 보면 전쟁에 대한 기록이 풍부하게 남아 있으므로,허구 논란은 근거가 빈약하다.
다만 일부 장수의 경우는 적벽대전에서 사망하거나 참전하지 않았는데도 불구하고 연의의 영향으로 참전한 것으로 알려져 있는 경우가 있다. 태사자가 그 대표적인 예로,태사자가 적벽대전에 참전했다는 것은 완전히 허구이며 태사자는 206년 풍토병으로 병사했다. 그러나 삼국지연의에서는 이미 사망한 태사자를 적벽대전에 참가한 것으로 묘사하고 있다. 정사 오서 태사자전을 보면 태사자의 최후를 아래와 같이 기술하고 있으므로 태사자의 적벽대전 참전은 완전한 허구이다.
"태사자는 신장이 7척 7촌(177.1cm)이며 수염이 아름다웠고 팔은 원숭이처럼 길며 활을 잘 쏘아 백발백중이었다. 일찍이 손책을 따라 마보(麻保)의 적을 토벌하러 갔었는데, 그 중 어떤 적이 군영 안의 망루 위에서 욕을 했다. 그 도적은 손으로 누각의 기둥을 잡고 있었는데, 태사자가 활을 끌고 그를 향해 활을 쏘았다. 화살은 손을 관통하여 기둥에 박히자, 밖에서 포위하고 있던 모든 사람들은 그를 칭찬하지 않을 수 없었다. 그의 묘기(훌륭한 활솜씨)는 이와 같았다. 조공(조조)은 태사자의 명성을 듣고 편지를 써서 상자속에 편지를 봉했는데, 그가(태사자가) 열어보니 말하는 바가 없고 단지 당귀(當歸)가 쌓여있을 뿐이었다. 손권이 정사를 통솔한 후, 태사자에게 유반을 제압할 힘이 있었으므로 남방의 일을 맡겼다. 태사자는 41세, 건안 11년(206년)에 세상을 떠났다. 아들 태사향은 관직이 월기교위까지 올랐다."

## 참전 장수들
※태사자, 마연, 장의, 모개가 참전한 것은 《삼국지연의》의 각색이다.
| - 조조 - 하후돈 - 서황 - 이전 - 조인 - 허저 - 장료 - 장합 - 채모 - 장윤 - 우금 - 순유 - 정욱 - 악진 - 모개 - 마연 - 장의 | - 손권:지휘를 주유(대도독)에게 위임. - 주유:도독 - 노숙: - 여몽: - 능통 - 정보:부도독 - 황개:선봉 - 한당 - 감녕 - 감택 - 여범 - 서성 - 육손 - 주태 | - 유비 - 제갈량 - 유기 - 장비 - 관우 - 조운 - 미축 - 미방 - 손건 |

## 적벽 대전을 소재로 한 작품

### 영화
- 적벽대전: 거대한 전쟁의 시작
- 적벽대전 2: 최후의 결전

## 참고 자료
- 네이버 백과사전 적벽대전 내용 참고
- https://web.archive.org/web/20110722135841/http://www.sciencetimes.co.kr/article.do?todo=view&atidx=30349 사이언스타임즈 적벽대전(赤壁大戰)은 없다

과학으로 보는 삼국지

## 같이 보기
- 적벽가
- 적벽대전: 거대한 전쟁의 시작
- 적벽대전 2: 최후의 결전